# Phrynobatrachidae
Phrynobatrachidae là một họ động vật lưỡng cư trong bộ Anura. Họ này có 1 chi (Phrynobatrachus Günther, 1862) với 90 loài.

## Phân loại học
Họ Phrynobatrachidae gồm các chi sau:

## Hình ảnh

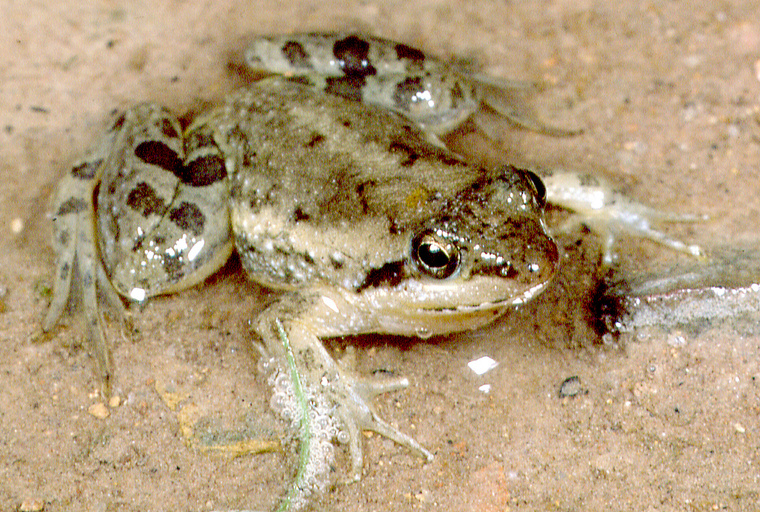